# 고노에가
고노에 가(일본어: 近衛家 코노에케[*])는 일본의 공가로서 오대 섭관가 중 하나이다. 헤이안쿄의 근위대에서 유래한 가문이라 "근위"를 가명으로 써서 "고노에가"가 되었다. 양명가(陽明家)라고도 한다. 본성은 후지와라씨로서 후지와라 북가의 적류에 해당한다. 섭관가는 크게 고노에류와 구조류로 나뉘는데, 후지와라씨의 분가에서 처음 후지와라씨장자를 맡은 것이 고노에류이다.

## 같이 보기
- 구조가